# Черекен (село)
Черекен (азерб. Çərəkən) — село в Хоровлинской административно-территориальной единице Джебраильского района Азербайджана, расположенное на равнине, в 3 км к северо-востоку от города Джебраил.

## Этимология
Название села образовано от слов Чере (азерб. Çərə), означающим «пастбище» и кенд (азерб. kənd), означающим «село». Таким образом, ойконим означает «село, основанное на месте пастбища». Звук д впоследствии был опущен из названия села.

## История
Село было основано в местности под названием Чере.
В годы Российской империи село Чараканлу (Чаракен) входило в состав Джебраильского уезда (впоследствии — Карягинского) Елизаветпольской губернии.
В советские годы село входило в состав Джебраильского района Азербайджанской ССР. В результате Первой карабахской войны в августе 1993 года перешло под контроль непризнанной Нагорно-Карабахской Республики.
4 октября 2020 года президент Азербайджана, Ильхам Алиев, в обращении к народу заявил, что азербайджанская армия заняла девять населённых пунктов Джебраильского района: Кархулу, Шукюрбейли, Черекен, Дашкесан, Хоровлу, Махмудлу, Джафарабад, Юхары-Маралян и Дажал. BBC сообщило, что все взятые Азербайджаном на юге сёла, судя по спутниковым снимкам, лежат в руинах и полностью или почти полностью заброшены с тех пор, как в начале 1990-х азербайджанское население их покинуло, спасаясь от наступавших армян.
21 октября 2020 года Министерство обороны Азербайджана опубликовало видеокадры, на которых, как утверждает, запечатлено село Черекен под контролем Азербайджана.

## Население
По данным «Свода статистических данных о населении Закавказского края, извлеченных из посемейных списков 1886 года» в селе Чараканлу Гаджилинского сельского округа было 38 дымов и проживало 165 азербайджанцев (указаны как «татары»), которые были суннитами по-вероисповеданию и крестьянами.
По данным «Кавказского календаря» 1912 года в селе Чаракен Карягинского уезда проживало 309 человек, в основном азербайджанцев, указанных в календаре как «татары».